# Мелета (міфологія)
Мелета (грец. Μελέτη — досвідченість) — одна із трьох старших муз у давньогрецькій міфології. Була дочкою Урана і Геї. Поклоніння старшим музам встановиди Алоади.